# Zornia megistocarpa
Zornia megistocarpa är en ärtväxtart som beskrevs av Robert H Mohlenbrock. Zornia megistocarpa ingår i släktet Zornia och familjen ärtväxter. Inga underarter finns listade i Catalogue of Life.